# Arroyo Ñaquiñá
El arroyo Ñaquiñá  es un curso de agua uruguayo, ubicado en el departamento de Artigas, perteneciente a la cuenca hidrográfica del río Uruguay. Nace en la cuchilla Guaviyú, y discurre con rumbo noroeste entre las localidades de Lenguazo y Colonia Palma para finalmente desaguar en el río Uruguay.
Latitud: 30° 28' 0 S (-30.4667). Longitud: 57° 47' 60 W (-57.8). Altura media: 22 m s. n. m.